# Darcie Brown
Darcie R Brown (* 7. März 2003 in Kapunda, Australien) ist eine australische Cricketspielerin die seit 2021 für die australische Nationalmannschaft spielt.

## Aktive Karriere
Ihr Debüt in der Nationalmannschaft gab sie im April 2021 bei der Tour in Neuseeland, wobei sie ihr erstes WODI- und WTWenty20-Spiel bestritt. Kurz darauf erhielt sie einen zentralen Vertrag mit dem australischen Verband. Im September 2021 erzielte sie im ersten WODI bei der Tour gegen Indien 4 Wickets für 33 Runs und wurde dabei als Spielerin des Spiels ausgezeichnet. Auch absolvierte sie bei der Tour ihren ersten WTest. Bei der Tour gegen England konnte sie im ersten WODI 4 Wickets für 31 Runs erzielen und so die Ashes für Australien sichern. Daraufhin folgte auch die Nominierung für den Women’s Cricket World Cup 2022. Dort konnte sie gegen Neuseeland 3 Wickets für 22 Runs und gegen Indien 3 Wickets für 30 Runs erzielen und gewann mit dem Team den Weltmeistertitel. Auch war sie Teil des Teams das die Commonwealth Games 2022 gewann.